# Loreley

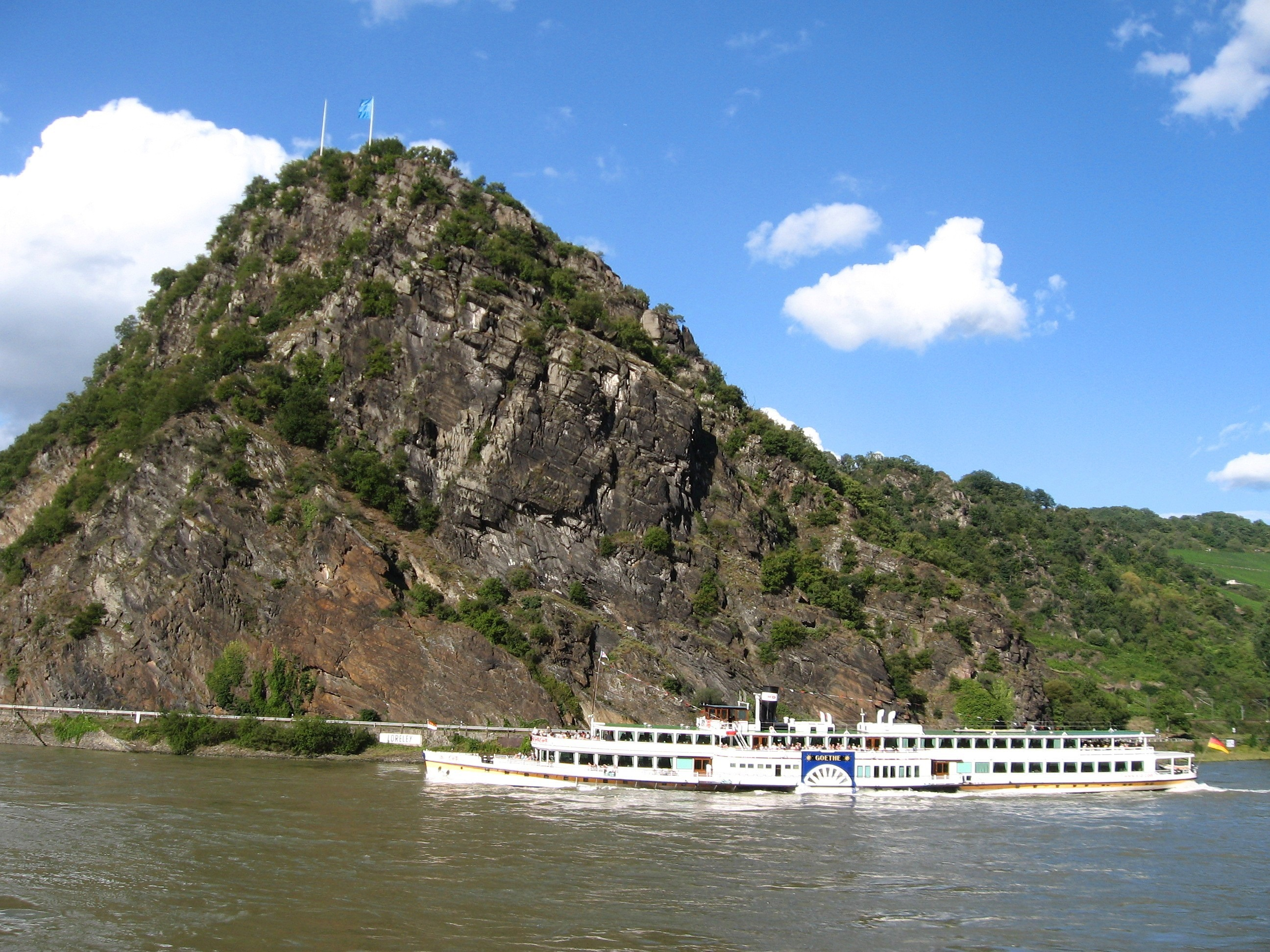
Nhìn từ bờ trái sông Rhein gần St. Goar sang Loreley

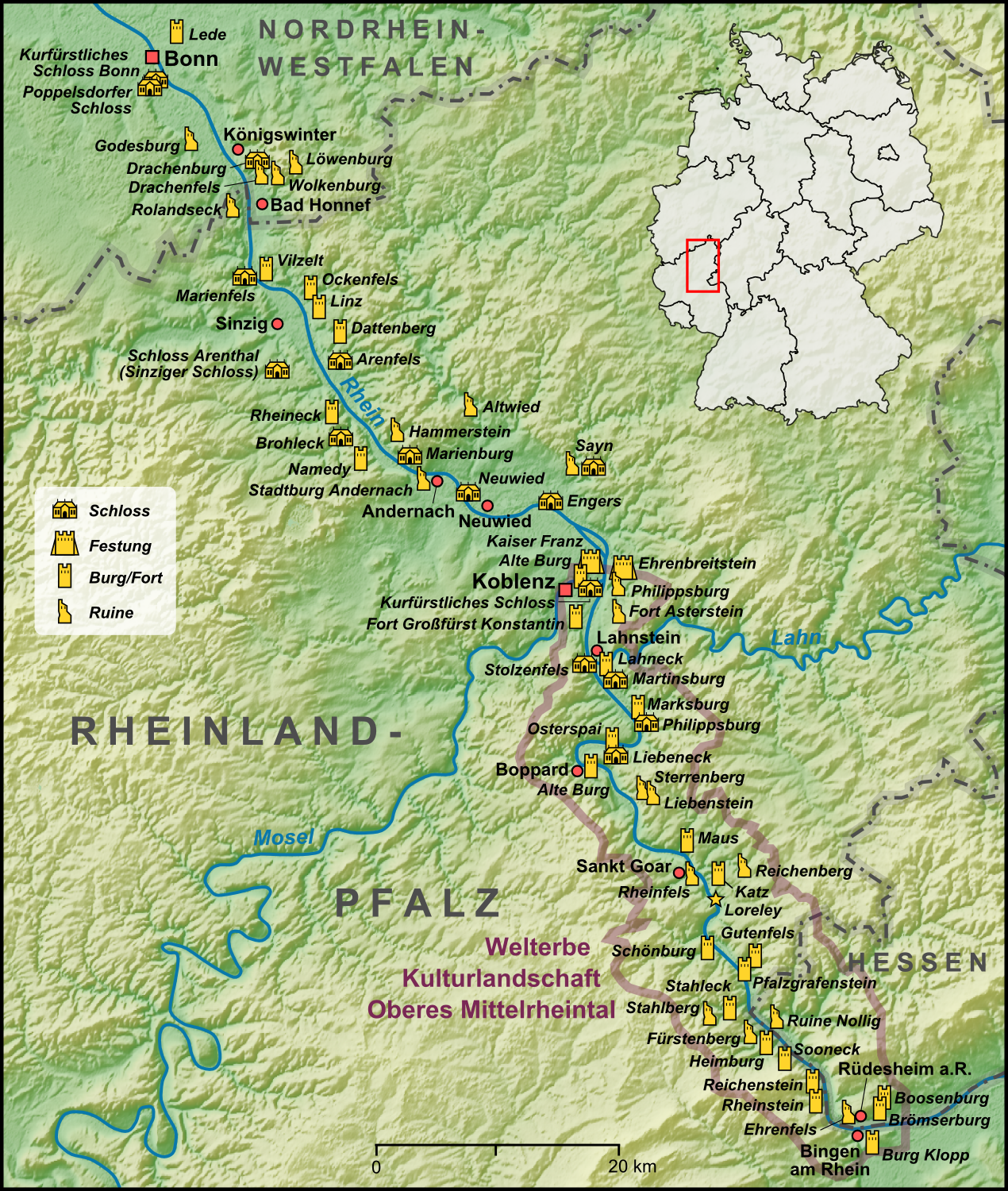
Bản đồ trung lưu sông Rhein, Loreley ở khoảng giữa di sản thế giới UNESCO Thung lũng trung lưu thượng sông Rhein

Loreley (còn được gọi Lorelei, Loreleï, Lore-Ley, Lurley, Lurelei, Lurlei) là một đồi đá bảng ở khu vực di sản thế giới UNESCO Thung lũng trung lưu thượng sông Rhein gần Sankt Goarshausen, Rheinland-Pfalz, nơi đồi này ở phía đông bờ phải sông Rhein nhô thẳng lên thuộc phần trong một khúc sông Rhein uống cong. Đỉnh quan sát với quang cảnh từ trên đây xuống khúc sống uống quanh và nhìn sang Sankt Goarshausen với lâu đài Katz là một nơi rất thu hút du khách. Chỉ cách chưa tới 100 mét từ đỉnh này, một khán đài ngoài trời Loreley được xây 1939 là nơi hay được tổ chức các buổi trình diễn lớn, cả buổi chơi nhạc Rock.
Loreley cũng là tên của một cô trinh nữ người đuôi cá trên ngọn đồi này. Theo truyền thuyết phát xuất từ thế kỷ 19, cô ngồi trên đồi chải tóc vàng kim dài, lôi cuốn thuyền trưởng những chiếc thuyền đi ngang qua với giọng hát của mình. Những vị này vì thế không còn chú ý đến dòng nước cuốn nguy hiểm để bẻ lái kịp thời, khiến thuyền đập vào những mảng đá ngầm vỡ ra từng mảnh.

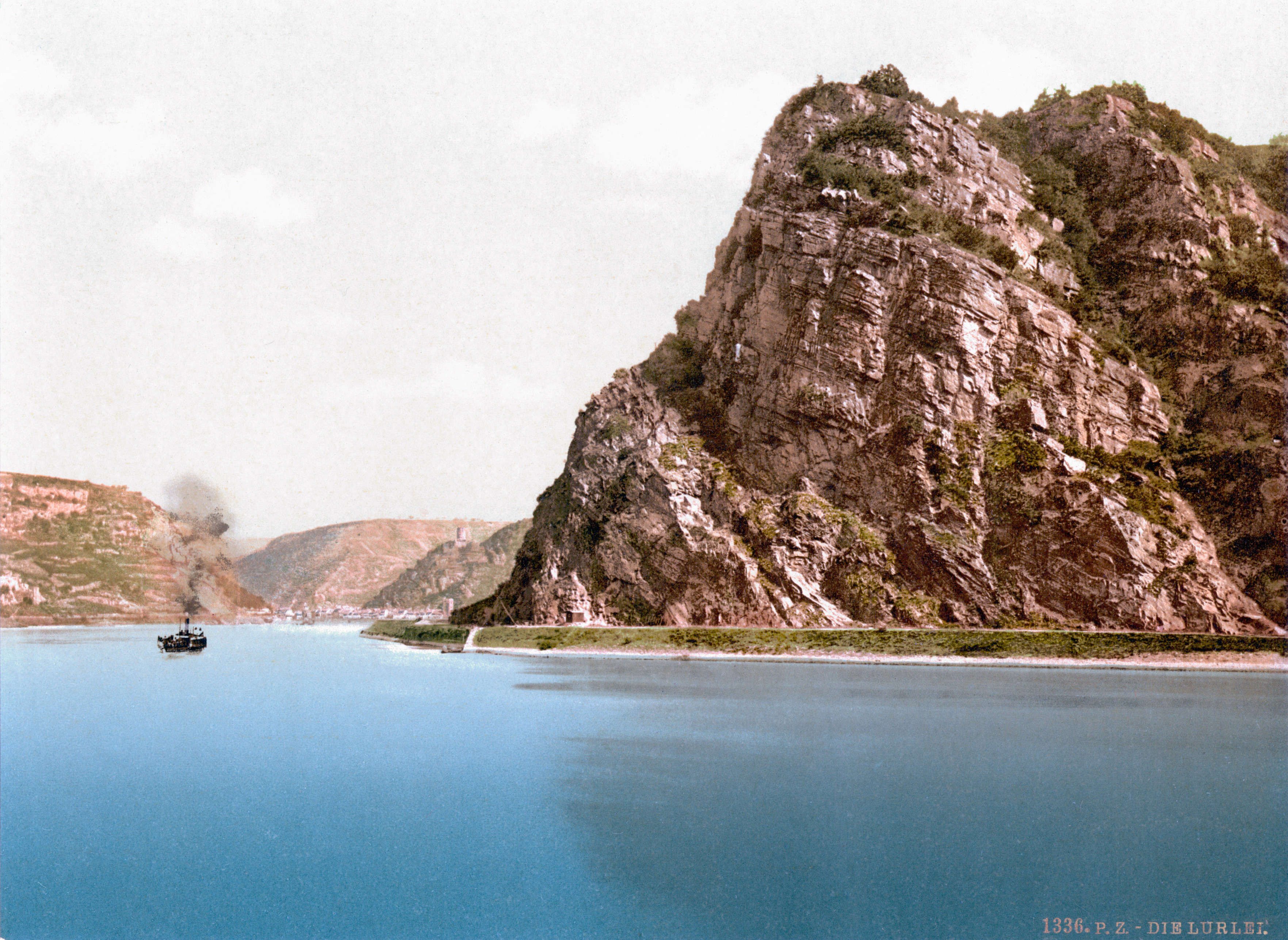
Loreley khoảng 1900

## Vị trí
Loreley thuộc liên xã Loreley, huyện Rhein-Lahn. Cao nguyên Loreley là một phần của xã Bornich, trong khi đồi đá dốc chung quanh giáp với sông Rhein thuộc về lãnh địa của Sankt Goarshausen. Loreley nằm ở trung tâm của thung lũng St. Goar là một phần của Thung lũng trung lưu thượng sông Rhein.